# Hüftwasserläufer

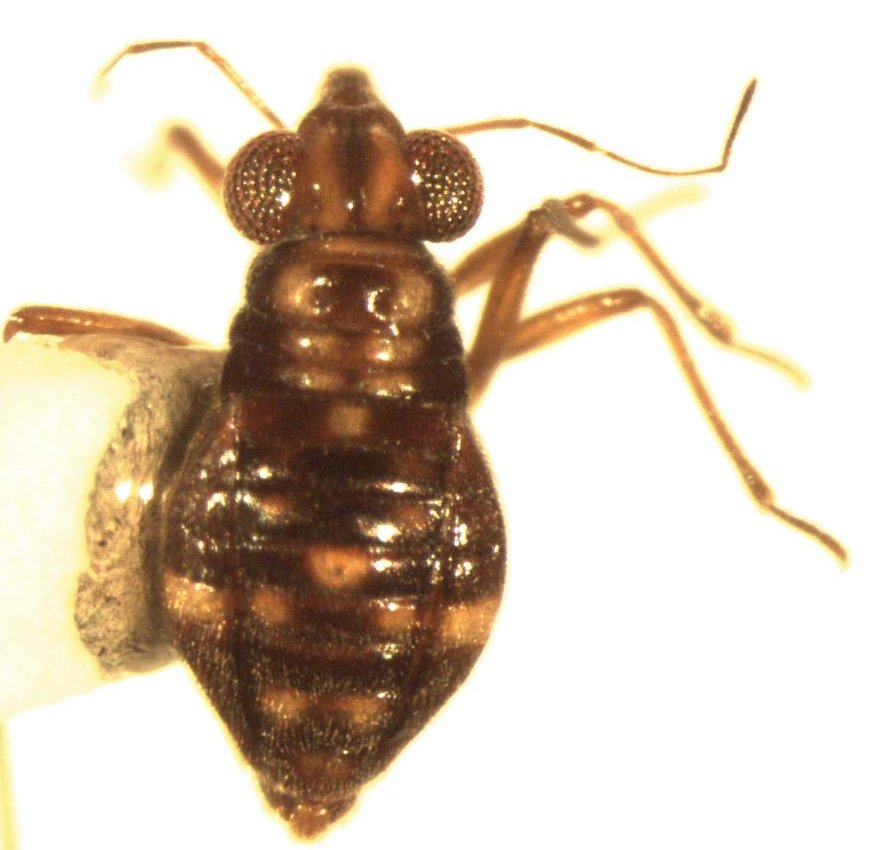
Mniovelia kuscheli

Die Hüftwasserläufer (Mesoveliidae) oder Zwergteichläufer sind eine weltweit verbreitete Familie der Wanzen innerhalb der Teilordnung Gerromorpha. Es sind knapp 50 Arten in 11 Gattungen bekannt. In Europa kommen 3 Arten vor.

## Merkmale
Die Tiere werden 1,2 bis 4,2 Millimeter lang und sind in ihrer Erscheinung, wie auch der Entwicklung ihrer Flügel sehr variabel. Die meisten Arten sind grünlich bis braun gefärbt und haben lange Beine mit einem langgestreckt, eiförmigen Körper. Mit Cryptovelia terrestris umfasst die Familie eine der kleinsten Arten der Wanzen überhaupt. Ihre Facettenaugen bestehen nur aus drei bis vier einzelnen Ommatidien.
Ihr Kopf ist groß und langgestreckt und reicht deutlich über die Facettenaugen hinaus. Die Mikro- und Makrobehaarung ist auf den Kopf und das Prosternum am Thorax beschränkt. Punktaugen (Ocelli) sind ausgebildet, fehlen jedoch bei apteren (flügellosen) Imagines. Die Fühler sind viergliedrig, das Labium dreigliedrig. Die Maxillen sind stark gezähnt. Das Pronotum ist hinten abgestutzt. Geflügelte Individuen haben ein sichtbares, vergrößertes, zweiteiliges Schildchen (Scutellum). Bei flügellosen Individuen fehlt es. Die Duftdrüsenöffnungen am Metathorax liegen am Metasternum (Omphalium). Die Tarsen sind dreigliedrig, wobei das erste Segment sehr klein ist. Die Klauen liegen apikal. Die Vorderflügel sind gleichmäßig aufgebaut; der Clavus und die Membrane haben eine ähnliche Oberflächentextur. Der Membrane fehlen Flügeladern. Das Corium besteht aus zwei bis drei geschlossenen Zellen. Der Ovipositor der Weibchen ist gut entwickelt. Er ist gezähnt und gefranst. Die dorsalen Duftdrüsenöffnungen am dritten bis vierten Tergum der Nymphen sind zurückgebildet. Der Aedeagus besitzt eine speziell geformte Pumpe zur Ejakulation und einen birnenförmigen Teil. Die Paramere sind symmetrisch.

## Vorkommen
Die Familie ist weltweit verbreitet. Die Gattung Mesovelia ist weit verbreitet und umfasst einige wenige Arten, die ein sehr großes Verbreitungsgebiet haben. Alle anderen Arten beschränken sich auf ein beschränktes Verbreitungsgebiet und zeigen im Gesamten eine eher zerstreute Verbreitung. Dies und die basale Stellung innerhalb der Gerromorpha legen nahe, dass die Gruppe sehr alt ist.

## Lebensweise
Die Familie besiedelt bevorzugt stehende Gewässer und dort vor allem die Gewässerufer oder die Umgebung von Pflanzen oder im Wasser schwimmenden Objekten. Es gibt aber auch Arten die an durchnässtem Moos und wasserbenetzten Felsen, in Höhlen oder an feuchten Schleimpilzen leben. Darüber hinaus gibt es aber auch Arten, die sich weiter entwickelt haben und abseits vom Wasser terrestrisch in der Laubstreu leben.
Die Wanzen ernähren sich räuberisch oder als Aasfresser; nicht selten von toten oder verletzten Tieren auf der Wasseroberfläche. Sie saugen an Gliederfüßern, einschließlich Muschelkrebsen und Larven und Puppen von Stechmücken. Die Weibchen stechen ihre Eier in das Gewebe von Wasserpflanzen ein. Ein Weibchen kann mehr als 100 Eier ablegen. In sehr kalten Gebieten überwintern die Eier. Unter wärmeren Bedingungen kann man aktive Imagines das ganze Jahr über antreffen. Die Tiere sind auf der freien Wasseroberfläche sehr flink, wobei sie sich meistens an Pflanzen aufhalten und eine eher verborgene Lebensweise haben.

## Taxonomie und Systematik
Die Familie ist die primitivste der Teilordnung Gerromorpha. Sie wurde historisch in die Nähe der Sichelwanzen (Nabidae) und Raubwanzen (Reduviidae) gestellt und von Sahlberg 1920 innerhalb der Teilordnung Gerromorpha eingeordnet.
Folgende Unterfamilien werden zur Familie gerechnet:
- Unterfamilie Mesoveliinae
  - Gattung Austrovelia (2 Arten; Australien, Neukaledonien)
  - Gattung Cavaticovelia (1 Art; Hawaii)
  - Gattung Cryptovelia (1 Art; Unteres Amazonasbecken)
  - Gattung Darwinivelia (2 Arten; Südamerika, Galapagosinseln)
  - Gattung Mesovelia (ca. 25 Arten; weltweit)
  - Gattung Mniovelia (1 Art; Neuseeland)
  - Gattung Nereivelia (1 Art; Singapur, Thailand)
  - Gattung Phrynovelia (3 Arten, Neuguinea, Neukaledonien)
  - Gattung Speovelia (2 Arten; Mexiko, Japan)

- Unterfamilie Madeoveliinae
  - Gattung Mesoveloidea (2 Arten; tropisches Amerika)
  - Gattung Madeovelia (1 Art, Guinea)

In Europa treten folgende Arten auf; Mesovelia furcata auch in Mitteleuropa.
- Mesovelia furcata Mulsant & Rey, 1852
- Mesovelia thermalis Horvath, 1915
- Mesovelia vittigera Horvath, 1895

## Belege